# Fusa Tatsumi

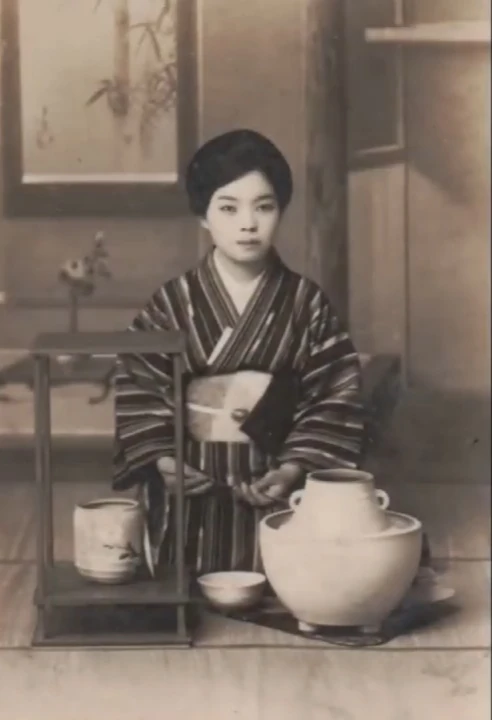
Fusa Tatsumi in den 1920er Jahren

Fusa Tatsumi (japanisch 巽 フサ Tatsumi Fusa; * 25. April 1907 in Yao, Präfektur Osaka, Japan als Fusa Taniura; † 12. Dezember 2023) war eine japanische Supercentenarian. Sie war seit dem 19. April 2022 die älteste lebende Person Asiens und seit dem Tod der 118-jährigen Französin Lucile Randon am 17. Januar 2023 der zweitälteste bekannte lebende Mensch der Welt. Zum Zeitpunkt ihres Todes war sie 116 Jahre und 231 Tage alt.

## Leben
Fusa Tatsumi heiratete 1939 Ryutaro Tatsumi. Ihr erstes Kind brachte sie 1941 und das zweite im Jahr 1947 zur Welt. Bis zu ihrem 56. Lebensjahr arbeitete sie bei ihrer Familie im Obstgarten. Sie lebte bis zu ihrem 107. Lebensjahr noch im eigenen Haushalt, 2013 kam sie in das spezielle Pflegeheim „Hakuto“ in der Stadt Kashiwara. Im Jahr 2017 beging sie mit einer kleinen Feier ihren 110. Geburtstag; in diesem Alter konnte sie noch selbst essen und sich schminken. Als sie 115 Jahre alt wurde, war sie bettlägerig und konnte nicht mehr viel sprechen.
Tatsumi starb am 12. Dezember 2023 im Alter von 116 Jahren und 231 Tagen.

## Altersrekorde
Seit dem Tod Kane Tanakas am 19. April 2022 war sie die älteste lebende Asiatin. Als eine Frau aus Hyogo am 30. April 2022 starb, wurde Tatsumi zur einzigen lebenden Person aus Asien, die noch im Jahr 1907 geboren wurde. Ab dem Tod der 118-jährigen Französin Lucile Randon am 17. Januar 2023 war sie nach der Spanierin Maria Branyas Morera der zweitälteste bekannte lebende Mensch der Welt.